# Komet Kodžima
Komet Kodžima (uradna oznaka je 70P/Kojima) je periodični komet z obhodno dobo okoli 7 let. Komet pripada Jupitrovi družini kometov.

## Odkritje
Komet je odkril 27. decembra 1970 japonski astronom Nobuhisa Kojima .

## Lastnosti
Premer jedra kometa je 3 km .